# ناصرآباد (گلباف)
ناصرآباد، یک آبادی از توابع بخش جوشان ، شهرستان گلباف در استان کرمان ایران است.

## جمعیت
این آبادی در دهستان جوشان قرار دارد و براساس سرشماری مرکز آمار ایران در سال ۱۳۹۵، سکنه آن کمتر از سه خانوار بوده‌است.